# Polyscias verticillata
Polyscias verticillata är en araliaväxtart som beskrevs av Benjamin Clemens Masterman Stone. Polyscias verticillata ingår i släktet Polyscias och familjen araliaväxter. Inga underarter finns listade.